# Šlapanice (Brno-vidéki járás)
Šlapanice település Csehországban, a Brno-vidéki járásban. Šlapanice Ponětovice, Brno, Velatice, Jiříkovice, Podolí és Kobylnice településekkel határos. Lakosainak száma 7952 fő (2024. január 1.).

## Népesség
A település lakosságának változását az alábbi diagram mutatja:
| Lakosok száma | 2096 | 2895 | 4191 | 5075 | 6841 | 6214 | 7424 | 7563 | 7640 | 7952 |
|               | 1869 | 1890 | 1921 | 1950 | 1980 | 2001 | 2017 | 2019 | 2022 | 2024 |